# 北福地遗址
北福地遗址位于河北省易县中的易水河北岸，遗址的年代约为6500—8000年前，属新石器时代早期的建筑。2006年5月，北福地遗址被国务院公布成為第六批全国重点文物保护单位。
北福地遗址的位置處於太行山附近的丘陵和平原之間，北福地遗址是華北地區早期新石器時代遗址之一。
在1985年，北福地遗址被发现的時候，立即受到考古学界的广泛关注，考古所發掘到的房屋遺跡、陶器和祭祀场等重要的文化遗物令到研究早期新石器文化的學者提供了更多资料。